# Challenger de Yokohama 2013
El Keio Challenger 2013 fue un torneo de tenis profesional que se jugó en pistas duras. Se trató de la 9.ª edición del torneo que forma parte del ATP Challenger Tour 2013 . Tuvo lugar en Yokohama, Japón entre el 11 y el 17 de noviembre de 2013.

## Jugadores participantes del cuadro de individuales

### Cabezas de serie
| Favorito | País                      | Jugador               | Rank1 | Posición en el torneo |
| -------- | ------------------------- | --------------------- | ----- | --------------------- |
| 1        | Bandera de Australia      | Matthew Ebden         | 94    | CAMPEÓN               |
| 2        | Bandera de Eslovenia      | Blaž Kavčič           | 98    | Segunda ronda, retiro |
| 3        | Bandera de Japón          | Go Soeda              | 115   | FINAL                 |
| 4        | Bandera de Estados Unidos | Bradley Klahn         | 118   | Semifinales           |
| 5        | Bandera de Australia      | James Duckworth       | 132   | Primera ronda         |
| 6        | Bandera de Francia        | Pierre-Hugues Herbert | 160   | Semifinales           |
| 7        | Bandera de Japón          | Yūichi Sugita         | 164   | Primera ronda, retiro |
| 8        | Bandera de Japón          | Tatsuma Ito           | 169   | Cuartos de final      |

- 1 Se ha tomado en cuenta el ranking del 4 de noviembre de 2013.

### Otros participantes
Los siguientes jugadores recibieron una invitación (wild card), por lo tanto ingresan directamente al cuadro principal (WC):
- Borna Ćorić
- Yoshihito Nishioka
- Masato Shiga
- Kaichi Uchida

Los siguientes jugadores ingresan al cuadro principal tras disputar el cuadro clasificatorio (Q):
- Chase Buchanan
- Chung Hyeon
- Shuichi Sekiguchi
- Yasutaka Uchiyama

## Campeones

### Individual Masculino
- Matthew Ebden derrotó en la final a  Go Soeda 2–6, 7–63, 6–3.

### Dobles Masculino
- Bradley Klahn /  Michael Venus derrotaron en la final a  Sanchai Ratiwatana /  Sonchat Ratiwatana 7–5, 6–1